# Namlos
Namlos est une commune autrichienne du district de Reutte dans le Tyrol.